# ازدواج بدون قرار
ازدواج بدون قرار (به کره‌ای: 연애 말고 결혼) یک مجموعه تلویزیونی محصول کره جنوبی در سال ۲۰۱۴ با بازی یون وو جین، هان گرو، جونگ جین وون، هان سون هوا، هو جونگ مین و یون سو هی است. این مجموعه از ۴ ژوئیه تا ۲۳ اوت ۲۰۱۴، روزهای جمعه و شنبه ساعت ۲۰:۴۰ (کی‌اس‌تی) از تی‌وی‌ان برای ۱۶ قسمت پخش شد.

## بازیگران

### اصلی
- یون وو جین در نقش گونگ گی ته[۳][۴]
- هان گرو در نقش جو جانگ می[۳]
- جونگ جین وون در نقش هان یو روم[۵][۶][۷]
- هان سون هوا در نقش کانگ سه آه[۷]
- هو جونگ مین در نقش لی هون دونگ[۴]
- یون سو هی در نقش نام هیون هی